# Dunaújváros Gorillaz 2010
Questa voce raccoglie le informazioni riguardanti i Dunaújváros Gorillaz nelle competizioni ufficiali della stagione 2010.

## Divízió I 2010

### Stagione regolare
| 10 aprile 2010 1ª giornata | Újbuda Rebels | 13 – 7 | Dunaújváros Gorillaz |  |

| 22 maggio 2010 7ª giornata | Dunaújváros Gorillaz | 34 – 7 | Veszprém Wildfires |  |

| 12 giugno 2010 10ª giornata | Szolnok Soldiers | 7 – 23 | Dunaújváros Gorillaz |  |

| 11 luglio 2010 14ª giornata | Újpest Bulldogs | 14 – 42 | Dunaújváros Gorillaz |  |

| 29 agosto 2010 16ª giornata | Dunaújváros Gorillaz | 10 – 33 | Budapest Cowboys |  |

| 11 settembre 2010 18ª giornata | Dunaújváros Gorillaz | 7 – 0 (7-0 0-0 0-0 0-0) | Budapest Titans |  |

## Statistiche di squadra
| Competizione      | %Vittorie | In casa | In casa | In casa | In casa | In casa | In casa | In trasferta | In trasferta | In trasferta | In trasferta | In trasferta | In trasferta | Totale | Totale | Totale | Totale | Totale | Totale |
| Competizione      | %Vittorie | G       | V       | N       | P       | Pf      | Ps      | G            | V            | N            | P            | Pf           | Ps           | G      | V      | N      | P      | Pf     | Ps     |
| ----------------- | --------- | ------- | ------- | ------- | ------- | ------- | ------- | ------------ | ------------ | ------------ | ------------ | ------------ | ------------ | ------ | ------ | ------ | ------ | ------ | ------ |
| Stagione regolare | .667      | 3       | 2       | 0       | 1       | 51      | 40      | 3            | 2            | 0            | 1            | 72           | 34           | 6      | 4      | 0      | 2      | 123    | 74     |
| Totale            | .667      | 3       | 2       | 0       | 1       | 51      | 40      | 3            | 2            | 0            | 1            | 72           | 34           | 6      | 4      | 0      | 2      | 123    | 74     |